# Gustav Adler (Mediziner)
Gustav Adler (* 9. Dezember 1857 in Maleschitz, Böhmen, Kaisertum Österreich; † 3. Juni 1928 in Wien) war ein österreichischer Polizeiarzt, Sozialhygieniker, Schulreformer, Sportfunktionär und Hofrat.

Gustav Adler als Regimentsarzt im Ersten Weltkrieg

## Leben
Gustav Adler wurde als Sohn von Abraham Adler und Cecile Adler (geb. Frankl) in Böhmen geboren. Im Jahr 1892 trat Gustav Adler vom Judentum zum protestantischen Glauben, Augsburgischen Bekenntnisses, über.
Er studierte Medizin an der Universität Wien und beendete sein Medizinstudium im Jahr 1882. Fünf Jahre später trat er in den Dienst der Polizeidirektion Wien als polizeiärztlicher Funktionär. 1888 wurde er zum Amtsarzt in Wien-Margareten, seinem Heimatbezirk, bestellt. Im selben Jahr übernahm er die ehrenamtliche Funktion eines Anstaltsarztes in einem der „Ersten Wiener Volkskindergärten“ ebenfalls in seinem Heimatbezirk Margareten. Gustav Adler engagierte sich im Vorstand des Turnvereins Margareten, der von dem Wiener Turnpädagogen und Universitätsprofessoren Jaro Pawel (1850–1917) gegründet worden war. Bei der Wiener Polizei avancierte er im Jahr 1910 zum Polizei Oberbezirksarzt, 1920 zum Regierungsrat und schließlich 1922 zum Hofrat.
Gustav Adler kritisierte das öffentliche Gesundheitswesen und die Spitalversorgung in Wien. Sozial Benachteiligte, ältere Menschen und Menschen, die kostenintensive medizinische Behandlung benötigten, wurden nicht selten an den Krankenhauspforten abgewiesen, weil Betten abgebaut worden oder nicht in ausreichendem Maße zur Verfügung gestellt worden waren. Adler forderte deshalb den Ausbau von Unfallkrankenhäusern und Anstalten für Tuberkuloseerkrankte.
Adler engagierte sich zudem in der vor dem Ersten Weltkrieg aufkommenden Schulreformbewegung. Er trat ein für körperliche Jugenderziehung und für die Bereitstellung von Sportbetätigungsmöglichkeiten. Im Jahr 1909 unterzeichnete er einen Aufruf des Österreichischen Elternbundes zur Umsetzung einer Schulreform, in der die Mitbestimmung von Eltern gefordert wurde. Sein Engagement für den Jugendsport zeichnete sich aus durch ein für die damalige Zeit ungewöhnliche Forderung nach Ausweitung des Schwimmsports, vor allem auch für Schulmädchen. Adler war Funktionär des 1894 gegründeten Wiener Schwimmclubs „Austria“. Seine beiden Töchter waren hier als Sportlerinnen aktiv. Tochter Margarete Adler (1896–1990) nahm 1912 an den Olympischen Spielen in der 4-mal-100-Meter-Freistilstaffel und 1924 als Turmspringerin teil.  Tochter Auguste Adler war als Schwimmerin im Wiener Damen-Schwimmclub „Austria“ aktiv.
Gustav Adler beschäftigte sich zudem mit der Spielplatznot in Wien und forderte den Ausbau kindgerechter Spielplätze, damit die Kinder sich körperlich betätigen konnten.
Das Grab von Gustav Adler befindet sich auf dem Matzleinsdorfer Friedhof in Wien.

## Veröffentlichungen
- Gustav Adler: Wohnungsbeschaffenheit und Schwindsuchtverbreitung. In: Die Zeit. 14. April 1906, S. 12.
- Gustav Adler: Schülerhygiene und Mittelschulenquete. In: Die Zeit. 24. Juni 1906, S. 14; 25. Juni 1908, S. 13; 1. Juli 1908, S. 14.
- Gustav Adler: Stand und sozialhygienische Bedeutung der Spielplatzfrage. In: Wiener klinische Rundschau. Nr. 4–5, 1912.